# Żyraków
Żyraków è un comune rurale polacco del distretto di Dębica, nel voivodato della Precarpazia.
Ricopre una superficie di 110,29 km² e nel 2004 contava 13 214 abitanti.